# Bligny (Marne)
Bligny é uma comuna francesa na região administrativa do Grande Leste, no departamento de Marne. Estende-se por uma área de 2.59 km², e possui 120 habitantes, segundo o censo de 2018, com uma densidade de 46 hab/km².